# 凱爾·加納
凱爾·加納（英語：Kyle Steven Gallner，1986年10月22日—）是美國的一位演員。他最著名的作品是在電視劇美眉校探中飾演Cassidy "Beaver" Casablancas角色。加納出生在賓西法尼亞州威徹斯特。他還出演《美國狙擊手》（2014年），以及恐怖電影《康乃狄克鬼屋事件》、《陰點鬼情人》（均為2009年）、翻拍的《半夜鬼上床：夢殺》（2010年）、《驚聲尖叫》（2022年）、《微笑》（2022年）及其續集《微笑2》（2024年）中的角色而聞名，相關作品為他帶來了尖叫之王的地位。他還因在《美國晚餐》（2020年）中扮演Simon的主角而聞名。

## 外部連結
- 凱爾·加納在互联网电影资料库（IMDb）上的資料（英文）
- Kyle Gallner on A Haunting in Connecticut at FEARnet（页面存档备份，存于）